# A Inspiração de São Mateus
A Inspiração de São Mateus é uma pintura de 1602 do mestre italiano do barroco Michelangelo Merisi da Caravaggio tendo sido destinada, e onde permanece como peça-de-altar, à Capela Contarelli da Igreja de São Luís dos Franceses (Roma), estando ladeada por duas outras pinturas de Caravaggio, O Chamado de Mateus e O Martírio de São Mateus.

## História
Dois anos depois de pintar as telas laterais para a Capela Contarelli, O Martírio de São Mateus e a Vocação de São Mateus, Caravaggio foi também chamado a completar o conjunto, pintando também o painel central representando São Mateus e o Anjo para ser colocado sobre o altar da capela.
A ideia de um painel de altar representando S. Mateus e o Anjo já estava no programa inicial ordenado pelo cardeal Matteo Contarelli por volta de 1560. O painel e a restante decoração foram inicialmente atribuídos a Girolamo Muziano, o qual, no entanto, não a executou. A tarefa foi depois confiada a Cavalier d'Arpino, que, porém, só realizou os afrescos da abóbada da capela. De modo que a Fábrica de São Pedro, que tinha tomado o encargo de realizar a obra na capela, com a intervenção do seu representante, o padre Berengherio Gessi, deu, possivelmente com a mediação do cardeal Francesco Maria del Monte, o encargo a Caravaggio que deveria apresentar a tela no Pentecostes de 1602. No seu testamento, o cardeal Matteo Contarelli tinha ordenado que o painel deveria ter de altura 17 palmos e de largura 14 palmos com "San Matteo na cadeira com um livro, ou volume, como melhor pareça, no qual mostre a escrita ou a vontade de escrever o Evangelho e ao lado dele o anjo de pé maior do que o natural em acto que pareça de pensar ou noutra atitude."

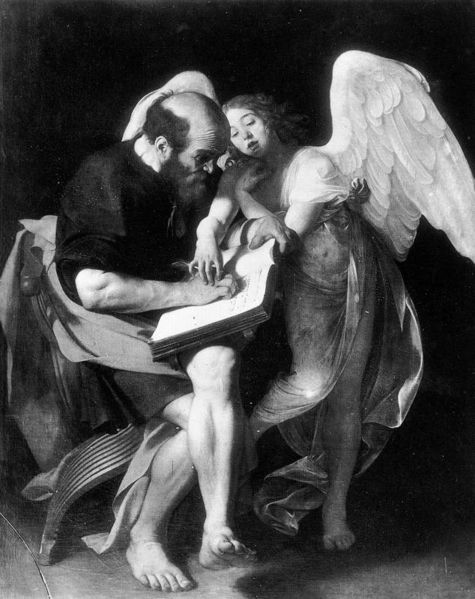
S. Mateus e o Anjo, primeira versão da pintura que foi destruída num incêndio no final da II Guerra Mundial

De acordo com Giovanni Baglione e Giovanni Pietro Bellori, a primeira versão da pintura foi rejeitada pela congregação: "O quadro de um certo São Mateus, que primeiro havia feito para o altar de S. Luís, e que não era verdadeiramente apreciado"; "[...] terminado metade do quadro de São Mateus e colocado sobre o altar, foi todavia levado pelos padres, dizendo que aquela figura não tinha decoro, nem aspecto de Santo [...] ".
Segundo estas fontes, a pintura foi rejeitada porque o Santo foi retratado como um popular inculto e semi-analfabeto, com as pernas nuas cruzadas, em que o anjo pegava fisicamente na sua mão para escrever o Evangelho. Mas Luigi Spezzaferro negou, em 2001, as ideias de Baglione e Bellori, que até ao fim do século XX foram consideradas confiáveis pelos estudiosos.
Spezzaferro mostrou que a primeira versão de São Mateus e o Anjo era um painel temporário, para ser colocado temporariamente na capela até que a obra principal fosse terminada. Ela foi avaliada, pode-se dizer pela primeira vez, não apenas como painel de altar simplesmente, com apenas uma função devocional e litúrgica, mas também considerada e avaliada pelo seu valor estético, favorecendo, neste caso, o interesse do mercado e do coleccionismo.
As considerações maledicentes de Baglione, por conseguinte, eram essencialmente devidas à sua desavença com Caravaggio. Enquanto Giovanni Pietro Bellori via na poética figurativa de Caravaggio um aspecto negativo, em oposição aberta ao seu ideal de beleza, de acordo com os cânones da Academia de São Lucas da qual era secretário.
Para além do comprovado carácter provisório e das críticas negativas retorcidas, que tendem a sustentar a falsa tese de rejeição, a primeira versão de S. Mateus e o Anjo deve ser encarada como pertencendo ao género de painel de altar e ser enquadrada no contexto das suas funções litúrgicas e devocionais impostas pelas novas regras e usos da Contra-Reforma e em relação ao local e à posição em que tinha sido colocada.
Durante o século XVI a composição figurativa do painel de altar foi-se modificando. A centralidade da Sacra conversazione da Virgem e o Menino no trono ficou esbatida no final do século. Ludovico Carracci, consciente do painel Virgem de Ca'Pesaro de Ticiano, em Virgem de Bargellini, de 1588, tinha deslocado a posição da Virgem, movendo-a para o lado. Neste período, tinham vindo a surgir e a impor-se histórias edificantes de mártires, o êxtase de santos, a presença central do mártir-herói que devia atrair a visão do espectador, 
inspirar o que o cardeal Paleotti chamava "dulia", a veneração do santo e, portanto, a representação deveria ser salvaguardada de abusos, afirmando este cardeal que o diabo não podendo impedir as imagens as cobria de abusos.
Em suma, estava claro o que o pintor devia realizar e a maneira como devia ser realizado. E também ficou claro que o painel não podia limitar-se à representação do Santo, ou a vagamente interpretar o que estava escrito no programa, mas "devia também retratar intenções específicas do patrocínio eclesiástico. Irving Lavin chamou agudamente a atenção para o evangelho hebraico que um Mateus espantado está escrevendo. O Evangelho de Mateus tinha, de facto, especial importância, porque foi o primeiro Evangelho (a fonte primária da Vulgata), a testemunhar sobre a vida de Cristo, antes do de Lucas e do de Marcos, e, portanto, mais importante para a construção da Igreja.

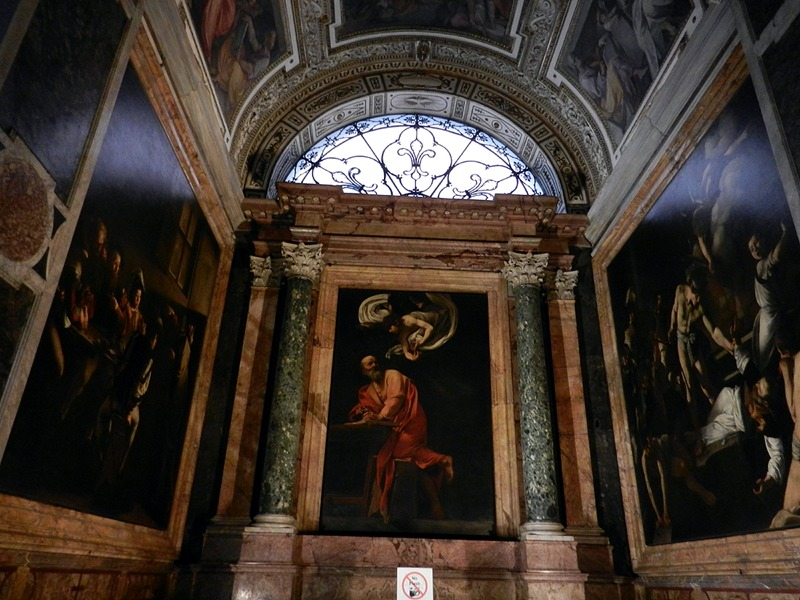
Capela Contarelli da igreja de S. Luís dos Franceses, em Roma, com as três pinturas de Caravaggio

A comissão eclesiástica, portanto, sabia bem o que devia exigir ao pintor e este estava certamente consciente do que tinha de realizar. É provável, portanto, que o próprio pintor se tenha dado conta que a primeira versão estava subdimensionada em relação ao espaço que devia ocupar e, portanto, provavelmente não corresponder à proporcionalidade das partes, e que a especial raridade iconográfica poderia não ser compreendida e ser mal interpretada.
O carácter provisório da primeira versão, neste sentido, favoreceu a substituição e permitiu, como dito antes, um tipo diferente de interesse sobre a pintura, que poderia chamar a atenção do mercado e do coleccionismo que justamente naquela época girava em torno da igreja de S. Luís dos Franceses.
A segunda versão da pintura, que ainda está no local, segue os padrões da época: São Mateus, inspirado por um anjo que apareceu atrás dele, tem o aspecto de um homem culto e que escreveu pelo próprio punho o Evangelho, inspirado, mas não fisicamente dirigido pelo anjo que, com um gesto, parece elencar-lhe os fatos que deveria narrar no texto. A única sugestão de "crueldade" na obra é a pose do santo, que se prepara para escrever imergindo a caneta no tinteiro, estando apoiado com os braços na mesa, e com a perna pousada instavelmente num banco, como que para sublinhar a incerteza sobre o que escrever.